# Municipal Auditorium
El Municipal Auditorium es un pabellón multiusos situado en Kansas City, Misuri. Inaugurado en 1936, tiene influencias arquitéctónicas Streamline moderne y art déco. Fue la sede de los Kansas City Kings entre 1972 y 1974.

## Historia
Fue inaugurado en 1935 y diseñado por Gentry, Voskamp y Neville, con capacidad para unas 7300 personas (con picos de 10 000 personas en ciertos eventos). La creación de la estructura fue definida por la revista Architectural Record como "uno de los 10 mejores edificios construidos en ese año". En 2000, Princeton Architectural Press lo incluyó en las 500 estructuras más importantes de los Estados Unidos.
Fue la primera sede de los Kansas City Kings de la NBA tras el traslado del equipo desde Cincinnati, hasta que dos años más tarde se movieran al Kemper Arena.

## Eventos
Fue la sede de tres de las primeras cuatro Final Four del Torneo de la NCAA desde que se instauró ese formato, aunque no ha vuelto a albergar ninguna desde 1964.
A lo largo de su historia ha albergado también innumerables conciertos de los grupos más importantes de la música actual. El grupo que más veces ha actuado en el recinto son los ZZ Top y los Kiss que lo han hecho en seis ocasiones, seguido por Jethro Tull y The Beach Boys con cinco.